# Pont Caron
Le pont Caron est un pont couvert situé à Val-Alain. Le pont a seulement une travée de 24,54 m de long qui traverse la Grande Rivière du Chêne. Il porte le Chemin du 1er Rang. La largeur hors-tout est de 6,72 m.

## Histoire
Le pont Caron fut construit en 1942. Anciennement l'on retrouvait trois ponts couverts consécutifs : les ponts Bolduc, Morin et Caron, appelés les Triplets de Val-Alain, conséquences de nombreux méandres de la Grande Rivière du Chêne. Dans les années 1980, l'on draîne la rivière et l'on détruit ainsi les ponts Bolduc et Morin. En 2008, l'on installe un gabarit du a deux incidents : un réservoir d'un cultivateur et un fardier endommage le portique.

## Toponymie
En 1991, la municipalité officialise le nom. Caron est le nom d'une dame qui exerçait le métier de sage-femme dans la région.

## Couleur
Quelques années après la destruction des deux autres ponts, l'on peint le pont le lambris bleu pâle et les moulures rouge. Anciennement, il avait le lambris rouge vin avec les moulures blanches. En 2019, à la suite d'une restauration, le pont retrouve ses couleurs d'origine.

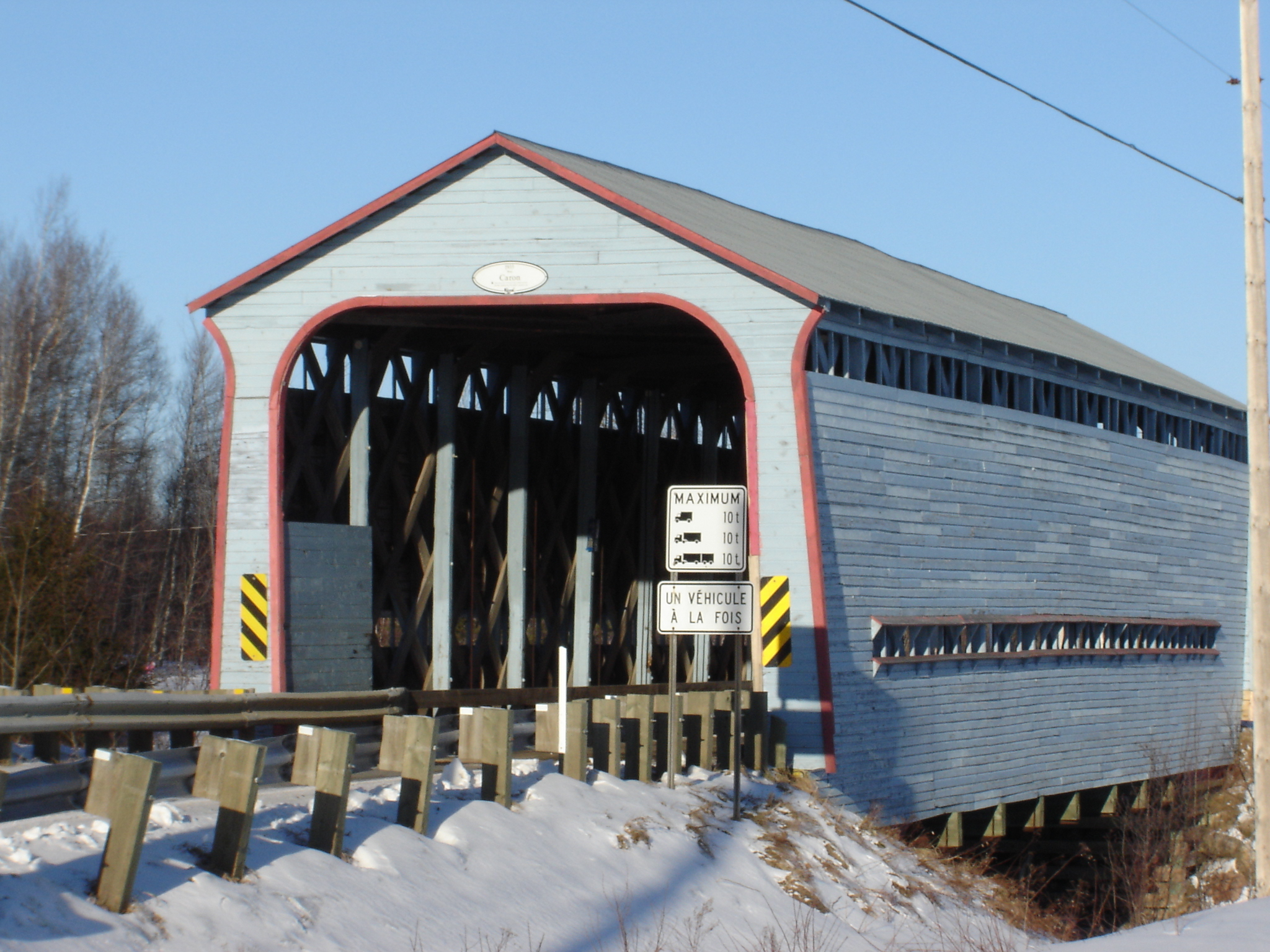
Le pont Caron alors qu'il était bleu